# Sultanato de Senar
O Sultanato Funje de Senar [às vezes escrito Sinar; também conhecido como Monarquia de Funje, Califado de Funje ou Reino de Funje; tradicionalmente conhecido no Sudão como o Sultanato Azul devido à convenção sudanesa de se referir aos povos africanos como azul (em árabe: السلطنة الزرقاء, translit. As-Saltana az-Zarqa)] era um sultanato no que hoje é o Sudão, noroeste da Eritreia e o oeste da Etiópia, nomeado em homenagem ao grupo étnico Funje da sua dinastia, ou Sinar (ou Senar) após sua capital, que governou uma área substancial do nordeste da África entre 1504 e 1821.

## Origem
No século XV, a parte da Núbia anteriormente controlada por Macúria era o lar de vários pequenos estados e sujeita a frequentes incursões de nômades do deserto. A situação em Alódia é menos conhecida, mas também parece que esse estado entrou em colapso. A área foi reunificada sob Abedalá Jama, o coletor, que veio das regiões orientais que se tornaram ricas e poderosas com o comércio no Mar Vermelho. A ele é atribuída a captura de Soba, que afundou em importância: de acordo com Reubeni, no tempo de "Amara Duncas estava em ruínas. "O estatuto de Abedalá como herói muçulmano é confirmado por tradições que o representam casando-se com a filha de um homem sagrado Hijazi chamado Alxique Hamade Abu Dunana que foi queimado em Abu Delaigue e como o ancestral epônimo do clã dominante, o Abedalabe.

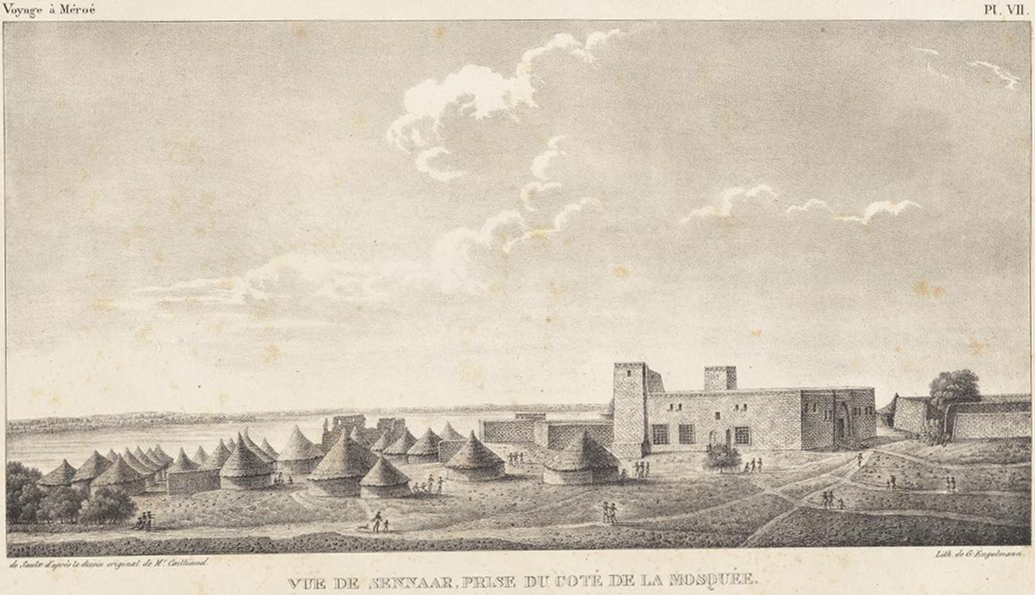
A grande mesquita de Senar

O império de Abedalá teve vida curta, já que no início do século XVI o povo Funje liderado por Amara Duncas chegou do sul, tendo sido levado para o norte pelos xiluques. Os Funje derrotaram o reino de Aiuá em 1504 e estabeleceram o seu próprio reino baseado em Senar. O novo reino de Funje ia do norte à terceira catarata, ao sul até ao sopé da Etiópia, e a leste até ao deserto do Cordofão. Os seus governantes eram Muçulmanos e usavam o Árabe como língua franca do comércio, embora o tribunal fosse realizado em todo o Funje. Apenas no século XVIII o tribunal começou a usar o árabe.
A Monarquia Funje era um regime patrimonial construído sobre um conceito Sudanês da realeza semidivina. A aparição pública dos sultões foi acompanhada de pompa e cerimônia, mas os governantes de Funje passaram a maior parte de seus reinos isolados da opinião pública. O governante era em princípio absoluto, mas na prática estava muito sob a influência de seus vizires, cortesãos e familiares. Nobres provincianos viviam em castelos apoiados pelos seus próprios escravos. Os nobres provinciais, no entanto, precisavam de comparecer ao sultão todos os anos para prestar obediência, explicar o seu comportamento e prestar tributo. Cada senhor menor também era obrigado a tomar uma esposa da família real para que cada vassalo fosse relacionado ao governante. A comunidade dominante formou um grupo de casta que evitou o casamento com a população local. O sultanato de Funje atingiu o seu poder máximo no reinado de Badi o segundo (1644-1680).

## Religião
O Islão teve uma influência importante e, em 1523, a monarquia de Senar converteu-se oficialmente ao islamismo. O Islamismo espalhou-se no sultanato de Funje não apenas como resultado de sua aceitação pela elite governante e pelas comunidades comerciais, mas também como resultado da migração dos Ulemá e homens santos para a região. No século XVI, o patrocínio do Funje atraiu estudiosos do Egito, Norte da África e Arábia. Esses homens sagrados, conhecidos localmente como faquires, eram estudiosos do Alcorão e da Lei Islâmica e místicos Sufis. Os Ulemá tinham considerável influência, porque podiam interceder e mesmo repreender os governantes, e porque eram venerados pelas pessoas comuns pelos seus milagres. Muitos Ulemá também eram comerciantes que fundavam linhagens, estabeleciam-se em aldeias, estabeleciam madrassas e conquistavam a população para o Islamismo. Os seus zauias eram residências e lugares de oração nos quais os homens santos viviam cercados por suas famílias, servos e discípulos. As suas escolas Khalwas ensinaram aos meninos o Alcorão, a Lei Islâmica e a teologia Islâmica. Com o tempo, os zauias transformaram-se em colónias e aldeias nas quais os descendentes dos homens sagrados originais mantinham uma autoridade espiritual ou temporal. Eles administravam a lei maliquita, arbitravam disputas locais e instruíam o povo no Islamismo. Acreditava-se que eles possuíssem barakah, o poder dado por Deus para realizar milagres. Os Ulemá do Sudão oriental também eram membros das irmandades Sufistas. O Shadhili foi trazido para o Sudão no século XV, o Qadariyya em meados do século XVI e o Majdhubiyya no século XVIII.

## Expansão e conflitos
Senar expandiu-se rapidamente às custas dos estados vizinhos. Seu poder foi estendido sobre Al Jazirah , o Butana, o Bayuda e o sul do Cordofão. Isso causou tensões imediatas com seus vizinhos. A Etiópia achou que estava muito ameaçada, mas seus problemas internos impediram a intervenção. O recém Egito Otomano também viu o novo estado como uma ameaça e invadiu em força, mas depois não conseguiu conquistar a área, e então as forças otomanas fortaleceram a fronteira e consolidaram seu controle sobre o norte da Núbia. Esta fronteira duraria até 1821.
As relações com a Etiópia foram mais tensas, pois ambos os estados competiam nas terras baixas entre os seus dois estados. Por fim, os etíopes transferiram sua capital para a cidade próxima de Gondar, e garantiram a sua influência sobre essas áreas. Os conflitos com os Shilluk ao sul continuaram, mas depois os dois foram forçados a uma aliança desconfortável para combater o poder crescente dos Dincas. Liderados pelo  Sultão Badi II, Senar derrotou o Reino de Tegali para o oeste e fez seu governante (estilo Woster ou Makk) seu vassalo.

## Cultura militar

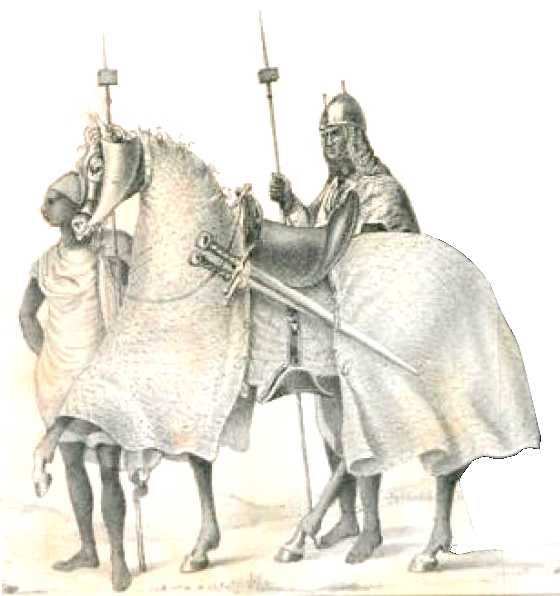
Cavaleiros fortemente blindados semelhante a estes guerreiros de Uadai formavam o núcleo dos exércitos de Senar

Os vários exércitos de Senar dependiam mais da cavalaria pesada, tirada da nobreza e dos escravos. As armas empunhadas pelos guerreiros de Senar consistiam em empunhar lanças, facas de arremesso, dardos, escudos de couro e, o mais importante, longas espadas largas que podiam ser empunhadas com as duas mãos. A armadura corporal consistia em couro ou colchas e, adicionalmente, correio, enquanto as mãos eram protegidas por luvas de couro. Nas cabeças havia capacetes de ferro ou cobre gastos. Os cavalos também eram blindados, usando mantas grossas, capacetes de cobre e placas de peito. Enquanto a armadura também era fabricada localmente, era às vezes importada também. Durante o final do século XVII, o Sultão Badi III tentou modernizar o exército importando armas de fogo e até mesmo canhões, mas eles foram rapidamente desconsiderados depois de sua morte não apenas porque a importação era cara e pouco confiável, mas também porque as elites tradicionalmente armadas temiam o seu poder.
Uma vez por ano Senar conduziu um ataque de escravos contra as regiões ao sul e sudoeste.
Senar tinha um exército permanente, o maior da África Oriental até a década de 1810. Foi guarnecido em castelos e fortalezas por todo o sultanato. A dependência de um exército permanente significava que os exércitos profissionais de Senar eram geralmente menores, mas altamente eficazes contra os seus rivais menos organizados.
O sultanato estava fortemente dividido ao longo de linhas geográficas e raciais / étnicas. A sociedade foi dividida em seis grupos raciais. Havia uma nítida divisão entre aqueles que eram os herdeiros do antigo reino de Alódia e o resto de Senar. Os alódios adotaram o manto do derrotado Abedalá Jama e passaram a ser conhecidos como Abedalabe. No final do século XVI eles revoltaram-se liderados por Ajibe, o Grande. Ajibe Alcafuta derrotou os reis de Senar, primeiro tornando-os seus vassalos e depois tomando quase todo o reino em 1606; os reis fugiram até chegarem à Abissínia, na região leste. A monarquia de Senar reagrupou-se sob Adlane I, derrotando Ajibe em um par de batalhas decisivas. Eventualmente, chegou-se a um acordo pelo qual Ajibe e seus sucessores governariam a província de Dongola, em Senar, com grande autonomia.
Um dos famosos líderes Abedalabe em 1798 foi Alamine Musmar Uade Ajibe, que derrotou Hamaje em diferentes batalhas. Além de sua vitória contra a Abissínia, Alamin Musmar matou tanto Badi Abuelkilk quanto o seu primo Rajab em diferentes batalhas.

## Comércio
A capital Senar, próspera através do comércio, recebeu representantes de todo o Oriente Médio e da África. A riqueza e o poder dos sultões há muito dependiam do controle da economia. Todas as caravanas eram controladas pelo monarca, assim como o suprimento de ouro que funcionava como principal moeda do estado. Receitas importantes vinham de impostos alfandegários cobrados sobre os roteadores de caravanas que levavam ao Egito e aos portos do Mar Vermelho e sobre o tráfego de peregrinação do Sudão Ocidental. No final do século XVII, Funje abriu negociações com o Império Otomano. No final do século XVII, com a introdução da moeda, um sistema de mercado desregulamentado tomou conta, e os sultões perderam o controle do mercado para uma nova classe média mercantil. As moedas estrangeiras tornaram-se amplamente utilizadas pelos comerciantes, quebrando o poder do monarca de controlar de perto a economia. O próspero comércio criou uma classe rica de comerciantes instruídos e alfabetizados, que leram amplamente sobre o Islão e ficaram muito preocupados com a falta de ortodoxia no reino. A monarquia de Senar há muito era vista como semi-divina, de acordo com as tradições antigas, mas essa ideia contrariava fortemente o Islamismo. Muitos festivais e rituais também persistiram desde os primeiros dias, e um número envolveu o consumo massivo de álcool. Essas tradições também foram abandonadas. Ao mesmo tempo, as guerras civis forçaram os camponeses a buscar proteção nos homens santos; os sultões perderam a população camponesa para o Ulemá. O Sultanato também fez o possível para monopolizar o tráfico de escravos para o Egito, principalmente através da caravana anual de até mil escravos. Esse monopólio foi mais bem sucedido no século XVII, embora ainda funcionasse até certo ponto no século XVIII.

## Declínio

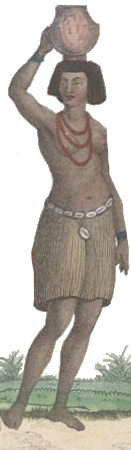
Uma senhora de Senar

Senar estava no auge no final do século XVI, mas durante o XVII começou a declinar quando o poder da monarquia foi erodido. O maior desafio para a autoridade do rei era o Ulemá, fundado por um comerciante, que insistia que era seu dever distribuir a justiça.
Em 1762, Badi IV foi derrubado em um golpe lançado por Abu Likayik do Hamaj vermelho do nordeste do país. Abu Likayik instalou outro membro da família real como o seu sultão marionete e governou como regente. Isso iniciou um longo conflito entre os sultões de Funje que tentavam reafirmar sua independência e autoridade e os regentes Hamaj que tentavam manter o controle do verdadeiro poder do Estado.
Essas divisões internas enfraqueceram grandemente o estado e, no final do século XVIII Mek Adlan II, filho de Mek Taifara, assumiu o poder durante um período turbulento no qual uma presença Turca estava sendo estabelecida no reino funje. O governante Turco, Al-Tahir Agha, casou-se com Khadeeja, filha de Mek Adlan II. Isso abriu o caminho para a assimilação da Funje no Império Otomano.

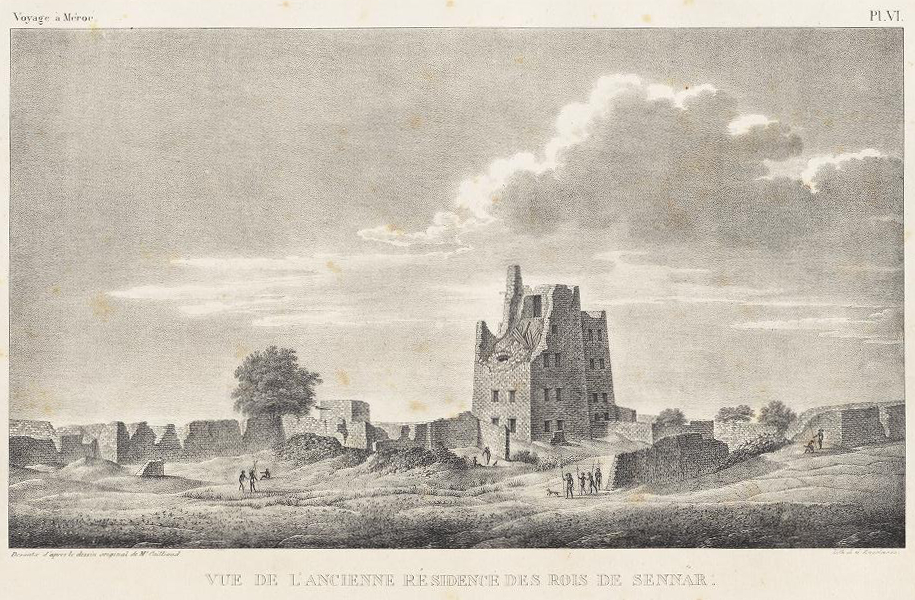
O palácio parcialmente arruinado de Senar na época da conquista Egípcia

Em 1821, Ismail bin Muhammad Ali, general e filho do nominalmente otomano quediva do Egito, Maomé Ali, liderou um exército em direção a Senar; ele não encontrou resistência do último rei, cujo reino foi imediatamente absorvido pelo Egito "Otomano". A região foi posteriormente absorvida pelo Sudão Anglo-Egípcio e pela República independente do Sudão na independência desse país em 1956.
A autonomia dos vassalos provinciais, das comunidades mercantis e dos Ulemá e seus clientes camponeses subverteram o poder do sultanato de Funje. Depois de uma longa e incerta história, o reino de Funje desintegrou-se no século XVIII. O sistema de alianças matrimoniais e os reféns principescos dos quais dependia o poder do Estado desmoronaram; as dinastias locais tornaram-se autónomas. O reino de Funje foi finalmente levado a um fim pela conquista Egípcia. Maomé Ali, o governante do Egito, estabeleceu um governo de oficiais Egípcios e Turcos baseados na nova cidade de Cartum para exigir tributo aos escravos pelo exército Egípcio. Os Egípcios criaram uma elite contra-religiosa para o Ulemá indígena, estabelecendo uma hierarquia de Cádis e Muftis e um novo sistema judicial, e educando jovens académicos sudaneses em Alazar no Cairo.

## Governadores
Os governantes de Senar detinham o título de Mek (sultão). Seus números de reinado variam de fonte para fonte.
- Amara Duncas 1505-1535 (depois de Maomé 940)
- Nayil 1535 (d.M 940)-1551 (d.M 957)
- Abd al-Qadir I 1551 (d.M 957)-1558 (d.M 965)
- Abu Sakikin 1558 (d.M 965)-1568
- Dakin 1568-1586 (d.M 994)
- Dawra 1586 (d.M 994]])-1588 (d.M 996)
- Tayyib 1588 ([d.M 996)-1591
- Unsa I 1591-1604 (d.M 1012)
- Abd al-Qadir II 1604 (d.M 1012)-1606
- Adlan I 1606-1612 (d.M 1020)
- Badi I 1612 (d.M 1020)-1617 (d.M 1025)
- Rabat I 1617 (d.M 1025)-1645
- Badi II 1645-1681
- Unsa II 1681–1692
- Badi III 1692–1716
- Unsa III 1719–1720
- Nul 1720–1724
- Badi IV 1724–1762
- Nasir 1762–1769
- Isma'il 1768–1776
- Adlan II 1776–1789
- Awkal 1787–1788
- Tayyib II 1788–1790
- Badi V 1790
- Nawwar 1790–1791
- Badi VI 1791–1798
- Ranfi 1798–1804
- Agban 1804–1805
- Badi VII 1805–1821

## Regentes Hamaje
- Abu Likayik – 1769-1775/6
- Badi walad Rajab – 1775/6-1780
- Rajab, regente de Senar 1780-1786/7
- Nasir, regente de Senar 1786/7-1798
- Idris wad Abu Likayik – 1798–1804
- Adlan wad Abu Likayik – 1804–1805